# Portela (Monção)
Portela é uma povoação portuguesa sede da Freguesia de Portela do Município de Monção, freguesia com 9,15 km² de área e 202 habitantes (censo de 2021), tendo, por isso, uma densidade populacional de 22,1 hab./km².

## Demografia
A população registada nos censos foi:
| Distribuição da População por Grupos Etários | Distribuição da População por Grupos Etários | Distribuição da População por Grupos Etários | Distribuição da População por Grupos Etários | Distribuição da População por Grupos Etários |
| -------------------------------------------- | -------------------------------------------- | -------------------------------------------- | -------------------------------------------- | -------------------------------------------- |
| Ano                                          | 0-14 Anos                                    | 15-24 Anos                                   | 25-64 Anos                                   | > 65 Anos                                    |
| 2001                                         | 17                                           | 26                                           | 104                                          | 66                                           |
| 2011                                         | 20                                           | 19                                           | 118                                          | 85                                           |
| 2021                                         | 11                                           | 9                                            | 79                                           | 103                                          |